# Catherine Chong Chor-yom
Pour les articles homonymes, voir Sainte Catherine (homonymie).
Catherine Chong Chor-yom ou Catherine Chŏng Ch'ŏl-yŏm (en coréen 정철염 가타리나) est une laïque chrétienne coréenne, née vers 1816 ou 1817 à Suwon, dans la province du Gyeonggi en Corée, morte le 20 septembre 1846 en prison, à Séoul.
Reconnue martyre et béatifiée en 1925 par Pie XI, elle est solennellement canonisée à Séoul par le pape Jean-Paul II le 6 mai 1984 avec les autres martyrs de Corée. 
Sainte Catherine Chong Chor-yom est fêtée le 20 septembre.

## Biographie
Catherine Chong Chor-yom naît vers 1816 ou 1817 à Suwon, dans la province du Gyeonggi. Elle est issue d'une famille de modeste origine. Sa mère est servante. 
La date de son baptême n'est pas connue. Certaines sources indiquent qu'elle est baptisée très jeune, d'autres sources disent qu'elle est devenue catholique nettement plus tard, à l'âge de 16 ou 18 ans. Son caractère est agréable et doux, mais avec une grande fermeté de cœur.
Lorsqu'elle a 20 ans, son maître veut la forcer à participer à la cérémonie du solstice d'hiver, mais Catherine refuse de participer à une cérémonie païenne. Son maître se met en colère, lui a ligote les bras et la maintient prisonnière près d'un feu. Elle est ensuite traînée dehors et battue jusqu'à ce qu'elle s'évanouisse. La même chose se produit de nouveau le printemps suivant. Elle en conserve des traces de blessures sur le corps qui persistent ; son visage reste pâle et elle ne peut pas travailler dur.
Après avoir guéri ses blessures, Catherine Chong va à Hanyang et se cache dans une maison catholique. Elle devient en 1845 la femme de ménage du père Kim. Catherine est arrêtée le 10 juillet 1846 avec Suzanne U, Thérèse Kim et Agathe Yi. Elles sont sévèrement torturées mais aucune d'entre elles ne renie sa foi.
Catherine Chong Chor-yom meurt battue à mort ou étranglée dans sa prison à Séoul le 20 septembre 1846,, le même jour que ses compagnes.

## Canonisation
Catherine Chong Chor-yom est reconnue martyre par décret du Saint-Siège le 9 mai 1925 et ainsi proclamée vénérable. Elle est béatifiée (proclamée bienheureuse) le 5 juillet suivant par le pape Pie XI.
Elle est canonisée (proclamée sainte) par le pape Jean-Paul II le 6 mai 1984 à Séoul en même temps que les autres martyrs de Corée. 
Sainte Catherine Chong Chor-yom est fêtée le 20 septembre, qui est à la fois le jour anniversaire de sa mort, et la date commune de célébration des martyrs de Corée.